# ГЕС-ГАЕС Тирфед
ГЕС-ГАЕС Тирфед (нім. Kraftwerk Tierfehd, Umwälzkraftwerk Tierfehd) — гідроелектростанція у центральній частині Швейцарії. Становить середній ступінь гідровузла, створеного у верхів'ях річки Лінт (через Цюрихське озеро, Ліммат та Ааре відноситься до басейну Рейну) на ресурсах північного схилу Гларнських Альп.
У другій половині 1950-х у верхів'ях річки Лінт розпочали спорудження гідроелектростанції, яка мала на додачу до виробництва електроенергії за рахунок природного притоку виконувати функцію гідроакумуляції. Основне водосховище Ліммернзе площею поверхні 1,36 км2 та об'ємом 92 млн м3 спорудили на Ліммернбах (правий витік Лінту) за допомогою бетонної аркової греблі висотою 146 метрів та довжиною 370 метрів, при спорудженні якої витратили 553 тис. м3 матеріалу. При подачі води із Limmernsee ГЕС Tierfehd працює з напором у 1040 метрів. Крім того, у верхів'ях струмка Муттбах (правий приток Ліммернбах) для накопичення ресурсу створили допоміжне водосховище Муттзе об'ємом 9 млн м3 (можна відзначити, що у 2010-х роках для використання наявного між зазначеними сховищами перепаду висот у понад 0,5 км спорудили ГАЕС Ліммерн, одночасно збільшивши об'єм Муттзе).
Іншим джерелом для подачі води на ГЕС Тирфед став водозабір на Зандбах (лівий витік Лінту), звідки вода спершу потрапляє до невеликого резервуару Хінтерзанд об'ємом 110 тис. м3, а потім спрямовується до машинного залу ГЕС із напором 481 метр.
Машинний зал станції розташовано у долині Лінту неподалік від злиття його витоків. Він споруджений у підземному виконанні та має розміри 152,9х26,6 метра та висоту 25 метрів. Для роботи із Ліммернзе зал обладнано трьома турбінами типу Пелтон потужністю по 102 МВт, для роботи із Хінтерзанд — двома турбінами типу Пелтон потужністю по 23 МВт. Відпрацьована вода відводиться до нижнього балансуючого резервуару об'ємом 210 тис. м3, звідки подається на наступний ступінь ГЕС Linthal.
При введенні станції в експлуатацію у 1964 році її одразу обладнали для роботи в режимі гідроакумуляції, встановивши два насоси загальною потужністю 34 МВт, які можуть перекачувати воду із резервуару Хінтерзанд до водосховища Ліммернзе.
В 2008 році станцію підсилили другою чергою (ГАЕС Тирфед), що використовує воду із Ліммернзе та обладнана оборотним агрегатом потужністю 138 МВт у турбінному та 131 МВт у насосному режимах. Він встановлений у шахті глибиною 68 метрів та діаметром 17 метрів і працює з напором/підйомом від 938 до 1050 метрів. При цьому нижній балансуючий резервуар підсилили другою секцією, збільшивши його об'єм до 455 тис. м3.
Станцію під'єднано до мережі за допомогою ЛЕП, що використовує напругу 220 кВ.